# 孔药花
孔药花（学名：Amischotolype ramosa）是鸭跖草科穿鞘花属的植物，是中国的特有植物。分布在中国大陆的云南、贵州、广西等地，生长于海拔400米至2,400米的地区，常生于林中，目前尚未由人工引种栽培。